# Mathews Mor Ivanios
Mathews Mor Ivanios – duchowny Malankarskiego Syryjskiego Kościoła Ortodoksyjnego, będącego częścią Syryjskiego Kościoła Ortodoksyjnego, od 2006 biskup Kandanadu..